# Bérengère Fromy
Bérengère Fromy est une chercheuse française en physiologie. Directeur de recherche au CNRS, elle exerce au Laboratoire biologie tissulaire et ingénierie thérapeutique de l'université Claude-Bernard Lyon 1.

## Récompenses et distinctions
- Médaille de bronze du CNRS (2013)[2]
- Prix Charles Grupper (2013)[3]